# Giovanni Sanguineti
Giovanni Sanguineti (Carcare, 19 gennaio 1865 – Coatit, 14 gennaio 1895) è stato un militare italiano, insignito della medaglia d'oro al valor militare alla memoria nel corso della battaglia di Coatit.

## Biografia
Nacque a Carcare, provincia di Savona,  il 19 gennaio 1865, figlio didi Pasquale e di Elena Motta. Rimasto orfano dei genitori fu cresciuto dallo zio materno, frequentando le scuole del Collegio dei Padri Scolopi della sua città natale; divenne allievo della Scuola Militare di Modena, uscendone nell'agosto 1884 con il grado di sottotenente in forza al 71° Reggimento fanteria. Fu promosso tenente il 7 ottobre 1887.
Chiese, ed ottenne, di partire volontario per l'Eritrea, salpando il 21 novembre 1888 per l'Africa orientale assegnato al 1° Reggimento cacciatori del Corpo speciale. All'Asmara ricoprì l'incarico di aiutante maggiore del colonnello Matteo Albertone, assumendo quindi il comando delle bande del Maitsade Gundet sul Mareb e, poi, di quelle dell'Oculè Cusai. Al comando di esse prese parte all'inseguimento dei dervisci dopo la seconda battaglia di Agordat del 21 dicembre 1893.
Nel luglio 1894 fu nominato residente politico della regione dell'Oculè Cusai, da poco sottomessa al Regno d'Italia. Il 14 dicembre scoppiò la rivolta guidata dal capo abissino Batha-Agòs, che governava la provincia dell’Acchelé Guzai, ribellatosi dal dominio italiano. Egli venne catturato a Sanganeiti insieme a due telegrafisti e trasferito con i due soldati sotto scorta del basciai Tesfù Mariam (sottocapo e cognato di Agòs) per essere consegnato a ras Mangascià. La dura resistenza dei 250 uomini del presidio di Halai, al comando del capitano Castellazzi, e l'arrivo il giorno 18 delle forze al comando del maggiore Pietro Toselli che prese tra due fuochi le forze ribelli, portò al loro completo annientamento e alla morte dello stesso Batha-Agòs. L'intervento deciso dell'interprete di Sanguineti, Gara Sghear, convinse il basciai Tesfù Mariam a rilasciare i tre prigionieri italiani.
Raggiunta Coatit partecipò, con la sua banda battaglione di Toselli, alle operazioni belliche contro le forze di ras Mangascià e il 13 gennaio 1895, prese parte con i suoi uomini alla battaglia di Coatit. Rimasto ferito a un braccio da una pallottola di fucile, fu raggiunto da un secondo proiettile all'addome.
Evacuato dal campo di battaglia a viva forza venne trasportato in una vicina chiesuola, dove si spense il giorno dopo. Per onorarne il coraggio fu successivamente insignito della medaglia d'oro al valor militare alla memoria.